# Lentinus lamelliporus
Lentinus lamelliporus är en svampart som beskrevs av Har. & Pat. 1902. Lentinus lamelliporus ingår i släktet Lentinus och familjen Polyporaceae.   Inga underarter finns listade i Catalogue of Life.